# LiveATC.net
LiveATC.net(약칭: LiveATC)은 전 세계 항공교통관제통신의 실시간 자료를 제공하는 오디오 스트리밍 사이트다. 2018년 7월 13일, 항공 교통 관제에서 저고도 센터 섹터의 섹션에 이르기까지 2250개 이상의 활성 피드가 제공되고 있다.

## 역사
LiveATC는 2003년 말 보스턴 로건 국제공항에서 피드(날짜 도메인이 온라인 상태가 됨)로 시작되었다. 이 사이트는 전 세계적으로 2250 개 이상의 피드를 포함하도록 성장했다.
대부분 LiveATC는 피드백 검사를 위해 최대 30일간 보관한다. 지역 규정이나 피드 봉사자의 요청으로 보관되지 않은 피드도 있다.

## 미디어에서 사용
LiveATC는 항공 교통 피드의 가장 큰 집단 사이트이기 때문에 많은 뉴스 매체는 관련 항공 기사에 대해 사이트의 피드 기록을 사용한다.